# Heksanitroetan
Heksanitroetan (HNE) je organsko jedinjenje sa hemijskom formulom C2N6O12 ili (O2N)3C-C(NO2)3, koje sadrži 2 atoma ugljenika i ima molekulsku masu od 300,054 . To je čvrsta materija sa tačkom topljenja od 135 °C (275 °F; 408 K).
Heksanitroetan se koristi u nekim pirotehničkim kompozicijama kao oksidant bogat azotom, npr. u nekim sastavima mamaca za baklje i nekim pogonskim gorivima. Kao i heksanitrobenzen, HNE se istražuje kao izvor gasa za eksplozivno pumpane gasno-dinamičke lasere.
Kompozicija HNE kao oksidanta sa borom kao gorivom se istražuje kao novi eksploziv. 

## Priprema
Prvu sintezu opisao je Wilhelm Will 1914. godine, koristeći reakciju između kalijumove soli tetranitroetana sa azotnom kiselinom. 
C2(NO2)4K2 + 4 HNO3 → C2(NO2)6 + 2 KNO3 + 2 H2O
Praktičan metod za industrijsku upotrebu počinje sa furfuralom,  koji prvo prolazi kroz oksidativno otvaranje prstena bromom do mukobromske kiseline.  U sledećem koraku, mukobromska kiselina reaguje sa kalijum-nitritom na temperaturi malo ispod sobne kako bi se formirala dipotazijumova so 2,3,3-trinitropropanala. Konačni proizvod se dobija nitrovanjem sa azotnom i sumpornom kiselinom na −60 °C (−76 °F; 213 K).

## Svojstva
Termalna razgradnja heksanitroetana je zabeležena na temperaturi od 60 °C (140 °F; 333 K) i više, kako u čvrstom stanju, tako i u rastvoru.  Iznad 140 °C (284 °F; 413 K), ova razgradnja može nastupiti eksplozivno.  Razgradnja je reakcija prvog reda i značajno je brža u rastvoru nego u čvrstom stanju. Za čvrsto stanje, sledeća reakcija može se formulisati: 
C2(NO2)6  → 3 NO2 + NO + N2O + 2 CO2
Za razgradnju u rastvoru, prvo se formira tetranitroetilen, koji može biti uhvaćen i detektovan kao Dils–Alderov adukt, na primer sa antracenom ili ciklopentadienom.  
Heksanitroetan može postojati u dva polimorfna kristalna oblika.  Ispod temperature od 18 °C (64 °F; 291 K) prisutan je kristalni oblik II. Na tački topljenja pri 18 °C (64 °F; 291 K) dolazi do formiranja kristalnog oblika I, sa entalpijom transformacije od 12,4 kJ·mol−1.  Kristalni oblik I se topi na 135 °C (275 °F; 408 K). 
Heksanitroetan je supstanca opasna po eksploziju u skladu sa Zakonom o eksplozivima. Važni parametri eksplozije su:
| Balans kiseonika       | 42,7 %                                   |
| Sadržaj azota          | 28,01 %                                  |
| Normalni gasni volumen | 678 l·kg−1                               |
| Eksplozivna toplota    | 3020 kJ·kg−1                             |
| Specifična energija    | 813 kJ·kg−1 (68,1 mt/kg)                 |
| Trauzl test            | 24,5 cm3·g−1                             |
| Brzina detonacije      | 4950 m·s−1                               |
| Tačka upinjavanja      | 175 °C                                   |
| Osetljivost na udar    | 10 Nm                                    |
| Osetljivost na trenje  | sa 253 N opterećenje iglom do razlaganja |

## Osobine
| Osobina                  | Vrednost |
| ------------------------ | -------- |
| Broj akceptora vodonika  | 12       |
| Broj donora vodonika     | 0        |
| Broj rotacionih veza     | 7        |
| Particioni koeficijent ( | 2,7      |
| Rastvorljivost (logS, log(mol/L))       | -14,6    |
| Polarna površina (PSA, Å2)  | 274,9    |

## Prikaz i dobijanje
Prvu sintezu opisao je već 1914. godine Vilhelm Vil.  Ona se postiže reakcijom kalijumove soli tetranitroetana sa azotnom kiselinom. 
{\displaystyle \mathrm {C_{2}(NO_{2})_{4}K_{2}+4\ HNO_{3}\longrightarrow C_{2}(NO_{2})_{6}+2\ KNO_{3}+2\ H_{2}O} }
Kalijumova so tetranitroetana može se dobiti u sekvenci sinteze koja počinje od tribromnitrometana.  U prvom koraku dolazi do dimerizacije u tetrabromdinitroetan.
{\displaystyle \mathrm {2\ C(NO_{2})Br_{3}+KCN\longrightarrow Br_{2}(NO_{2})C-C(NO_{2})Br_{2}+BrCN+KBr} }
U drugom koraku dolazi do nukleofilne supstitucije sa kalijum-nitritom da bi se dobio dibromtetranitroetan.
{\displaystyle \mathrm {Br_{2}(NO_{2})C-C(NO_{2})Br_{2}+2\ KNO_{2}\longrightarrow Br(NO_{2})_{2}C-C(NO_{2})_{2}Br+2\ KBr} }
Tetranitroetanska so nastaje daljom reakcijom sa kalijum-cijanidom.
{\displaystyle \mathrm {Br(NO_{2})_{2}C-C(NO_{2})_{2}Br+2\ KCN\longrightarrow C_{2}(NO_{2})_{4}K_{2}+2\ BrCN} }
Praktična sinteza za industrijsku proizvodnju polazi od furfurala, , koji se u prvom koraku oksidativnim otvaranjem prstena bromuje u mukobromsku kiselinu (2,3-dibrommalealdehidnu kiselinu).  Alternativno, može se koristiti i furan-2-karboksilna kiselina kao reaktant.  U sledećem koraku, mukobromna kiselina reakcijom sa kalijum-nitritom na temperaturama nešto ispod sobne, prelazi u dipotazijumovu so 2,3,3-trinitropropanalaldehida.  Ciljna supstanca se dobija nitratacijom ove soli sa azotnom i sumpornom kiselinom na −60 °C (−76 °F; 213 K). 

## Literatura
- Clayden, Jonathan; Greeves, Nick; Warren, Stuart; Wothers, Peter (2001). Organic Chemistry (I изд.). Oxford University Press. ISBN 978-0-19-850346-0.
- Smith, Michael B.; March, Jerry (2007). Advanced Organic Chemistry: Reactions, Mechanisms, and Structure (6th изд.). New York: Wiley-Interscience. ISBN 0-471-72091-7.
- Katritzky A.R.; Pozharskii A.F. (2000). Handbook of Heterocyclic Chemistry (Second изд.). Academic Press. ISBN 0080429882.

## Spoljašnje veze
- WebBook page for C2N6O12